# Fourteenth Air Force
La 14th USAAF est une force aérienne de l'USAAF pendant la Seconde Guerre mondiale. Elle opère sur le CBI (China Burma India Theater of Operations), c’est-à-dire le théâtre d'opération de Chine, Birmanie et Inde.

## Son histoire

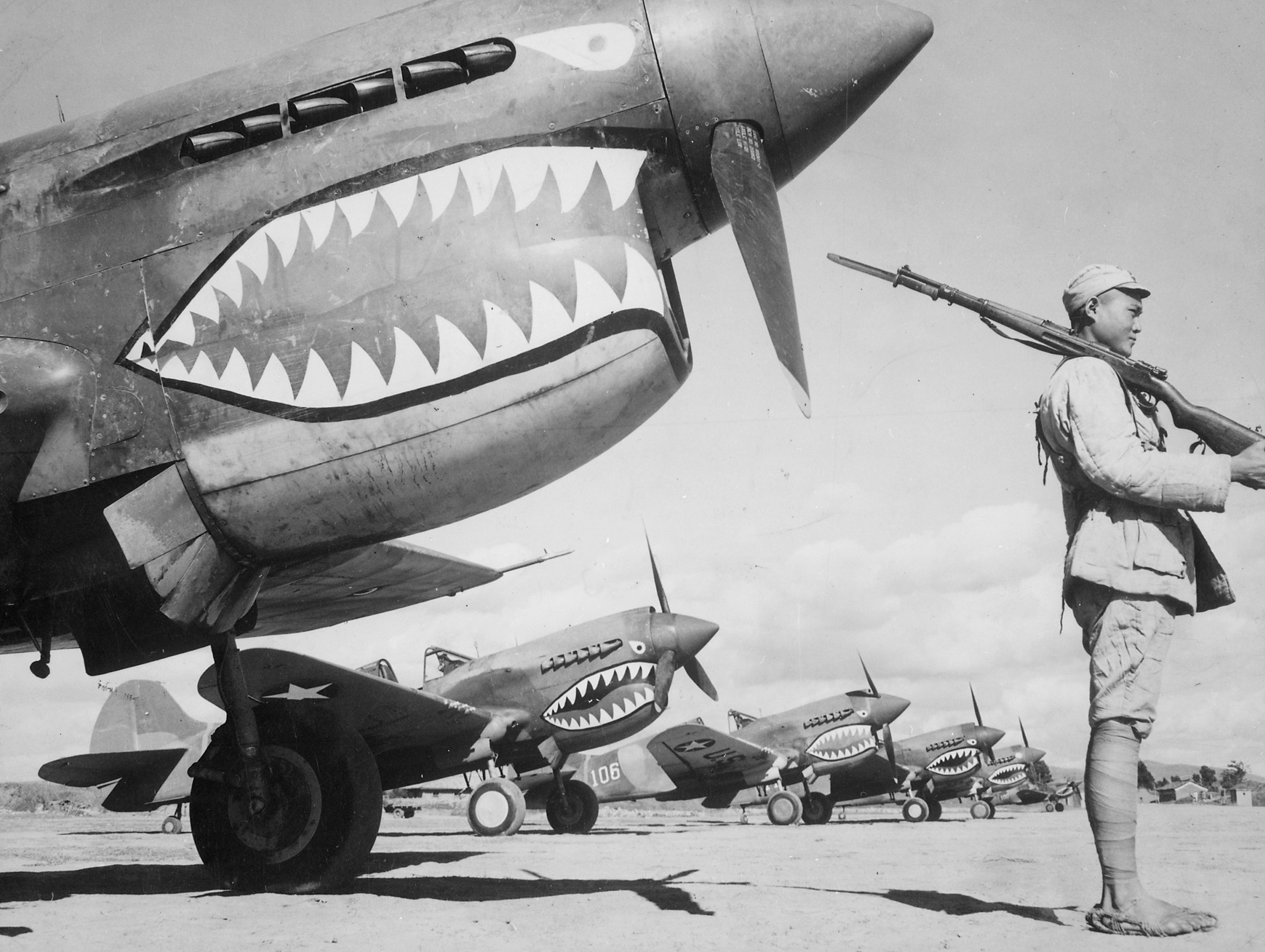
Des P-40 des Tigres volants

À l'origine de cette force aérienne, on retrouve l' AVG (American Volunteer Group), groupe des volontaires américains du général Claire Chennault. Celui-ci, en froid avec sa hiérarchie, avait décidé de se retirer du service actif. Il avait alors recruté des aviateurs américains pour former les pilotes de Tchang Kaï-chek en Chine. Les célèbres Tigres volants du 23rd FG, équipés à l'origine de P-40, sont donc à l'origine de cette force aérienne, d'où son insigne. Le surnom de Tigres volants est parfois étendu à la 14th USAAF, ou plus spécifiquement à son 23e groupe de chasse, qui a intégré une partie du personnel des premiers Tigres volants et continue d'afficher le sobriquet sur son insigne;
Lorsque les États-Unis entrent en guerre, à la suite de l'attaque de Pearl Harbor, c'est la 10th USAAF qui est créée pour opérer sur le CBI.
Il faut attendre le 5 mars 1943 pour que soit officiellement constituée la 14th USAAF. Elle entre en service actif dès le 10 mars. Elle opère alors essentiellement sur le territoire chinois, la 10th USAAF se recentrant sur la Birmanie et l'Inde. À la fin de l'année 1945, la 14th USAAF est désactivée.
En décembre 2019, la 14e force aérienne de la USAF devient le Space Operations Command (SPOC) de la United States Space Force.

## Ses missions
Les missions de la 14th USAAF sont tour à tour stratégiques et tactiques. En effet, contrairement au front européen sur lequel on trouve des forces aériennes spécialisées (8th USAAF et 15th USAAF comme forces stratégiques, 9th USAAF et 12th USAAF comme forces tactiques), ici, la 14th USAAF joue ce double rôle.
Certaines missions sont donc stratégiques (bombardement de dépôts de carburants, d'usines, de ports, d'aérodromes…) et d'autres sont tactiques (bombardement d'un pont pour empêcher l'arrivée de renforts, mitraillages de troupes ennemies…).

## Composition de la14thUSAAF en 1945
| 308th BG (B-24) | 426th NFS (P-61) | 341st BG (B-25) | 322nd TCS (C-47) | 23rd FG (P-51) | 51st FG (P-51) | 21st PRS (F-5) | 81st FG (P-47) | 27th TCS (C-47) | 311th FG (P-51) |
| --------------- | ---------------- | --------------- | ---------------- | -------------- | -------------- | -------------- | -------------- | --------------- | --------------- |
| 373rd BS        |                  | 11th BS         |                  | 74th FS        | 16th FS        |                | 91st FS        |                 | 528th FS        |
| 374th BS        |                  | 22nd BS         |                  | 75th FS        | 25th FS        |                | 92nd FS        |                 | 529th FS        |
| 375th BS        |                  | 491st BS        |                  | 76th FS        | 26th FS        |                | 93rd FS        |                 | 530th FS        |
| 425th BS        |                  |                 |                  | 118th TRS      | 449th FS¹      |                |                |                 |                 |

¹ Squadron sur (P-38)
NFS : Squadron de chasse nocturne - FG : Groupe de chasse - BG : Groupe de Bombardement - BS : Squadron de Bombardement - TRS : Squadron tactique de Reconnaissance - TCS : Squadron de Transport - PRS : Squadron photo de Reconnaissance

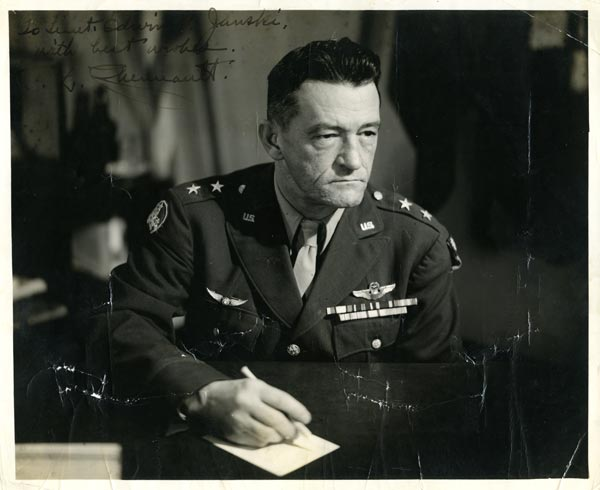
Claire Lee Chennault

## Les commandants de la14thUSAAF
- Claire Lee Chennault : du 10 mars 1943 au 10 août 1945.
- Charles B. Stone III : du 10 août 1945 au 31 décembre 1945.